# Brad Grey

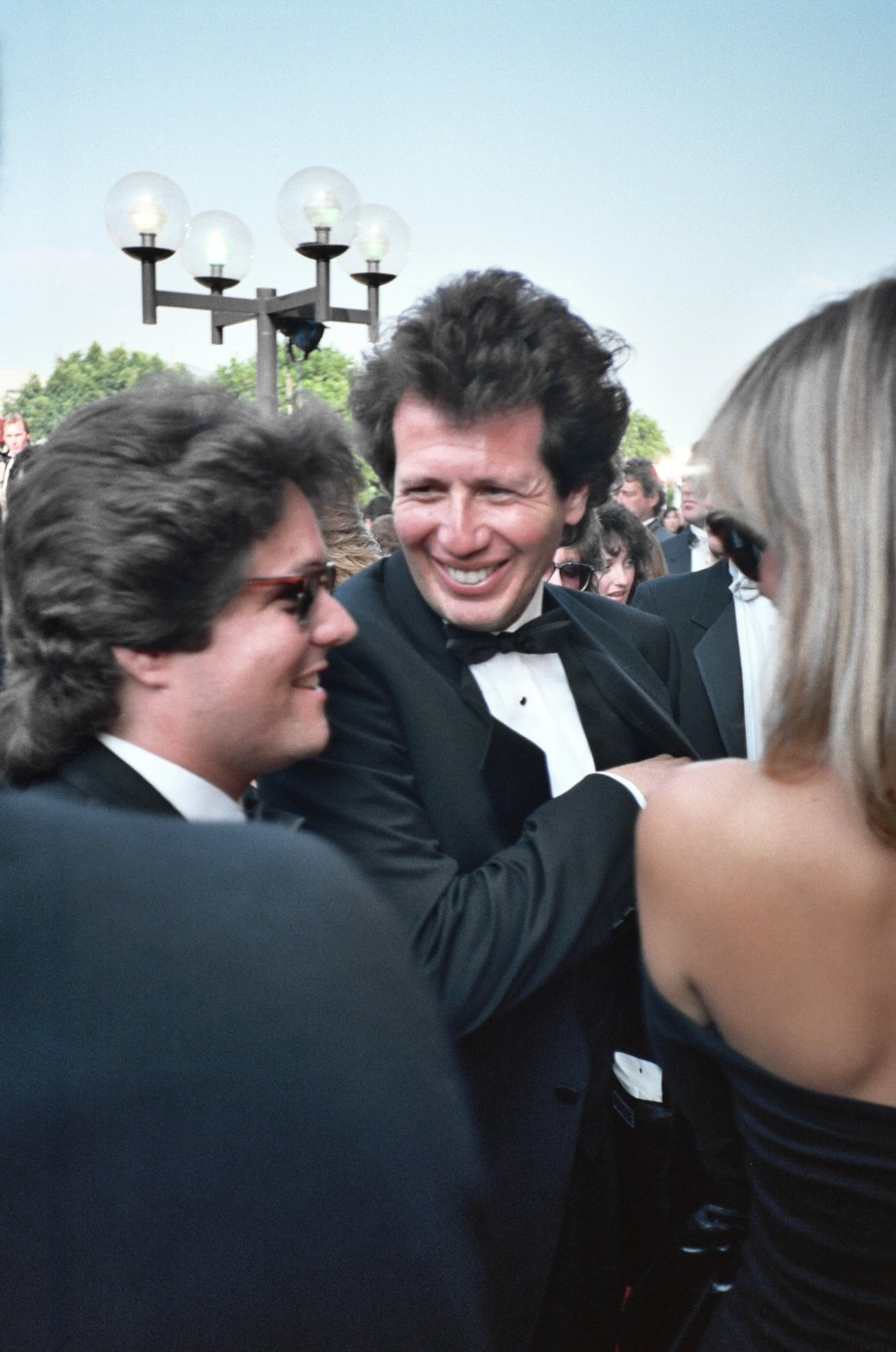
Brad Grey (links) en Garry Shandling in 1987

Bradley Alan Grey (New York, 29 december 1957 - Beverly Hills, 14 mei 2017) was een Amerikaans filmproducent.

## Biografie
Grey ging samenwerken met Bernie Brillstein in 1984 als manager van filmsterren. Hij had onder andere Brad Pitt, Jennifer Aniston, Nicolas Cage en Courteney Cox onder zijn klanten. In 2001 richtte hij samen met Jennifer Aniston en Brad Pitt het filmproductiebedrijf Plan B Entertainment op. In 2006 werd Brad Pitt de enige eigenaar van het bedrijf. 
Hij was van 1986 tot 1990 producent van It's Garry Shandling's Show en 1992 tot en met 1998 producent van The Larry Sanders Show met eveneens komiek Garry Shandling.
Vanaf 1999 tot en met 2007 was hij producent van The Sopranos, vanaf 2003 was hij producent voor HBO van het programma: Real Time with Bill Maher.
Van 2005 tot februari 2017 stond Grey aan het hoofd van de filmstudio Paramount Pictures alwaar hij Sherry Lansing opvolgde.
In dat jaar kwam zijn film Charlie en de Chocoladefabriek uit. In 2006:Running with Scissors.
Grey overleed aan kanker op 59-jarige leeftijd.